# Basse-Laloux
Basse-Laloux is een gehucht in Bousval, deelgemeente van de stad Genepiën in de Belgische provincie Waals-Brabant.
Het gehucht ligt ten oosten van het dorpscentrum van Bousval, een kilometer stroomafwaarts langs de Dijle. Basse-Laloux ligt tegen de grens met Court-Saint-Étienne, waar het gehucht Faux ligt.

## Geschiedenis
Op de Ferrariskaart uit de jaren 1770 wordt hier een gehucht Bas Laloux weergegeven, op de zuidelijke rechteroever van de Dijle. Ten ten noorden, op de linkeroever toont de kaart de hoeve Cense Laloux. Op het eind van het ancien régime werd bij de oprichting van de gemeenten de plaats ondergebracht in de gemeente Bousval.
In de eerste helft van de 19de eeuw bevond zich hier een ijzer- en loodwalserij en een smederij. Rond de jaren 1840 werden de gebouwen omgebouwd tot een katoenweverij. Deze fabriek kwam in 1871 in handen van Jean-Baptiste Breuer, vader van de latere burgemeester van Bousval, Jean-François Breuer. De fabriek stopte eind jaren 1960.
Eind 20ste eeuw werd het gebied enkele honderden meters ten noorden het Basse-Laloux doorsneden door de gewestweg N25.

## Bekende personen
- Jean-François "Franz" Breuer (1885-1946), burgemeester van Bousval

Deelgemeenten: Baisy-Thy · Bousval · Genepiën · Glabais · Houtain-le-Val · Loupoigne · Oud-Genepiën · Ways

Overige plaatsen: La Bruyère · Bruyère Madame · Baisy · Basse-Laloux · Le Chantelet· Chênemont · Dernier Patard · La Falise · Ferrières · Les Flamandes · Fonteny · Foriest · Fosty · Hattain · Houtain-le-Mont · La Hutte · La Motte  · Loncée · Maison du Roi · Noirhat · Pallandt · Promelles · Quatre Bras · Ry-d'Hez · Sclage · Thy · Trou-du-Bois · Vieux Manants · Wanroux

Belgische gemeenten · Arrondissement Nijvel · Waals-Brabant · Wallonië